# Adolphe Ambowodé
Adolphe Ambowodé (* 13. Februar 1958) ist ein ehemaliger zentralafrikanischer Marathonläufer.
Er trat bei den Olympischen Sommerspielen 1984 in Los Angeles und den Olympischen Sommerspielen 1988 in Seoul an. 1984 erreichte er Platz 70, 1988 Platz 42.

## Leistungen
- Olympische Spiele in Los Angeles 1984: 70. – 2:41:26 h
- Olympische Spiele in Seoul 1988: 42. – 2:23:52 h